# 42 (песня)
«42» — песня альтернативной рок-группы Coldplay. Песня написана всеми членами Coldplay для четвёртого альбома Viva la Vida or Death and All His Friends. Песня состоит из трёх частей и не имеет припева. Партии фортепиано и струнных в первой части затем переходят к быстрому гитарному соло, и в конце песни присутствует мультиинструментальная партия.
Песня в качестве сингла выпущена не была, однако концертная версия «42» присутствовала в концертном альбоме LeftRightLeftRightLeft, выпущенном в 2009 году.

## О песне

### Смысл
Смысл этой песни заключается в том, что те, кто мертвы, на самом деле живы. Они не призраки, они не гуляют по земле, они просто стали ближе к раю.

### Название
Изначально эту песню собирались назвать «Life and Death», но в итоге песня была названа «42», потому что это любимое число Криса Мартина. 
It's called "42" because it's my favorite number.

## Чарты
| Чарт (2008)      | Место |
| ---------------- | ----- |
| UK Singles Chart | 123   |

### Сертификаты
| Место    | Сертификаты (пороги продаж) |
| -------- | --------------------------- |
| Бразилия | платиновый                  |